# Kostel svaté Markéty (Chvalovice)
Kostel svaté Markéty je římskokatolický chrám ve Chvalovicích v okrese Znojmo. Jde o farní kostel římskokatolické farnosti Chvalovice. Je chráněn jako kulturní památka České republiky.
Kostel patřil řadu století pod patronát opatů kláštera v Louce. První písemná zmínka o kostele pochází z listiny z 1. července 1284, kterou olomoucký biskup Dětřich potvrdil louckému klášteru právo na desátek, mj. také z kostela ve Chvalovicích.
Obvodové zdivo, kněžiště a věž dnešního kostela pocházejí z doby kolem roku 1500. Roku 1690 byla přistavěna předsíň a roku 1766 zaklenuta původní plochostropá loď. Věž je ukončena cimbuřím a uprostřed je zděný jehlan. Hlavní vchod do kostela je obdélníkovým portálem ze znakem louckého opata Řehoře Lambecka s letopočtem roku 1766.